# ستاری راتنگتس
ستاری راتنگتس (به لهستانی:  Stary Ratyniec) یک روستا در لهستان است که در گمینا ستردنگ واقع شده‌است.